# Rekylkorps
Rekylkorps er betegnelsen for en række danske frikorps, der blev oprettet i begyndelsen af 1900-tallet til støtte for Danmarks forsvar.
Det første rekylkorps var Korps Westenholz, som Aage Westenholz stiftede i 1908. Med Hærloven af 1937 nedlagdes rekylkorpsene.
Efter 2. verdenskrig oprettedes Hjemmeværnet, der på mange måder kan ses som en fortsættelse af rekylkorpsene.